# John Thomas Troy
John Thomas Troy (Dublín, 10 de mayo de 1739 - 11 de mayo de 1823) fue un prelado católico irlandés, de la Orden de los Predicadores, que ocupó la sede de la arquidiócesis de Dublín.

## Biografía
John Thomas Troy nació en la localidad de Porterstown, en el Condado de Dublín en Irlanda, el 10 de mayo de 1739. A los quince años fue a estudiar a Roma, donde conoció la Orden de los Predicadores (dominicos). Estudió filosofía, teología y derecho canónico. Fue nombrado lector de filosofía y ordenado sacerdote en 1762.
El papa Pío VI le nombró obispo de Ossory el 16 de diciembre de 1776, con sede en Kilkenny. Fue consagrado el 8 de junio de 1777, de manos del arzobispo Ignazio Busca, nuncio apostólico en Bélgica. En este cargo combatió fuertemente las rebeliones que se desataron contra el gobierno y contra la iglesia, por parte de los agricultores. El medio de represión usado por el obispo fue el diálogo y la instrucción de los niños y jóvenes. el celo por corregir los abusos en la diócesis le ganaron fama en Roma y enemistad entre los miembros de su clero. Gracias a esta fama le nombraron administrador apostólico de la dióceis de Armagh.
A la muerte del arzobispo John Carpenter, el papa Pío VI nombró a Troy arzobispo de Dublín (19 de diciembre de 1786). Durante su gobierno, el arzobispo continuó con su línea antiviolenta, razón por la cual se negó a asociarse con los movimientos católicos de John Keogh, en 1798 emitió una sentencia de excomunión contra los que participaron en la Rebelión irlandesa de 1798. La posición de Troy se debía a que él estaba convencido de que emancipación católica nunca podría ser reconocida por el parlamento irlandés, razón por la cual fue uno de los partidarios más decididos de la Unión. De hecho, su posición pacifista ejerció una influencia en el gobierno, lo que le permitió moderar las medidas represivas tomadas por las autoridades.
La persona del arzobispo de Dublín se mostraba más conciliadora entre el gobierno y los rebeldes. En 1799, por ejemplo, accedió a aceptar el veto del gobierno sobre el nombramiento de los obispos irlandeses. Pero, por otra parte, se mostró a favor de la elección de Daniel Murray, opositor del mismo, como su coadjutor. En abril de 1805, el prelado inició la construcción de la catedral de Santa María. Murió el 11 de mayo de 1823 y fue sepultado en la catedral, aun sin terminar.